# 皮尼亚德坎波斯
皮尼亚德坎波斯，是西班牙卡斯蒂利亚-莱昂帕伦西亚省的一个市镇。 总面积12平方公里，总人口281人（2001年），人口密度23人/平方公里。